# Матейкі
Матейкі (пол. Matejki) — село в Польщі, у гміні Стердинь Соколовського повіту Мазовецького воєводства.
Населення — 42 особи (2011).
У 1975-1998 роках село належало до Седлецького воєводства.

## Демографія
Демографічна структура станом на 31 березня 2011 року:
|          | Загалом | Допрацездатний вік | Працездатний вік | Постпрацездатний вік |
| -------- | ------- | ------------------ | ---------------- | -------------------- |
| Чоловіки | 20      | 3                  | 13               | 4                    |
| Жінки    | 22      | 6                  | 7                | 9                    |
| Разом    | 42      | 9                  | 20               | 13                   |